# Avi Dichter
Avi Dichter ( em hebraico:  אָבִי דִּיכְטֶר   , IPA: [avi ˈdiχteʁ] ; nascido em 14 de dezembro de 1952) é um político israelense. Ex-ministro da Segurança Interna e diretor do Shin Bet, ele renunciou ao Knesset e deixou o Kadima em agosto de 2012 para se tornar Ministro da Defesa da Frente Interna, cargo que deixou vago em março de 2013.

## Biografia
Avraham (Avi) Dichter nasceu em Ascalão. Seus pais eram sobreviventes do Holocausto. Quando adolescente, ele se juntou ao movimento juvenil Hashomer Hatzair. Após terminar o colegial, ele serviu em uma unidade de elite das Forças de Defesa de Israel, o Sayeret Matkal, sob o comando do então comandante Ehud Barak. Ao completar o serviço militar, Dichter ingressou no Shin Bet, o serviço de segurança interna de Israel. Em 1986, formou-se em Ciências Sociais pela Universidade Bar-Ilan, em Ramat Gan. Ele também tem um MBA da Universidade de Tel Aviv.
Em 1973, casou-se com Ilana Wallerstein, professora e artista que conheceu no ensino médio. Eles têm três filhos.

## Carreira de segurança interna
Dichter começou sua carreira no Shin Bet como marechal-do-ar para a companhia aérea israelense El Al. Depois de se tornar proficiente em árabe e completar cursos de inteligência de campo, ele começou a trabalhar no Distrito Sul do Shin Bet, especificamente na Faixa de Gaza. Em 1992, foi nomeado diretor para a região. Com o objetivo de melhorar as capacidades de proteção do Shin Bet, Dichter foi nomeado Diretor da Divisão de Segurança e Proteção. Em 1999, tornou-se vice-diretor do Shin Bet. Em 2000, foi promovido a diretor.
Durante seu mandato, os palestinos lançaram a Segunda Intifada. Sob a liderança de Dichter, o Shin Bet mudou seu modus operandi e reestruturou sua missão e deveres para servir na vanguarda dos esforços de segurança e combate ao terrorismo de Israel. A organização liderou operações de contra-insurgência e inteligência nas profundezas da Cisjordânia e da Faixa de Gaza, reduzindo assim o número de ataques contra Israel.

## Carreira política
Em setembro de 2005, Dichter deixou o cargo e tornou-se pesquisador da Brookings Institution em Washington, DC. Vários meses depois, ele retornou a Israel e anunciou sua incursão na política com o recém-criado Kadima. Ele foi eleito para o Knesset na lista do partido em 2006, e em 4 de maio daquele ano foi empossado como Ministro da Segurança Interna. Nesta função, ele supervisionou o sistema de aplicação da lei de Israel, incluindo a Força Policial e o Serviço Prisional de Israel.
Como ministro da Segurança Pública, Dichter fez várias reformas nas áreas sob os auspícios do ministério. Estes incluíram reforma orçamentária e organizacional, a construção de um Programa de Proteção a Testemunhas e a formação de uma unidade nacional de combate ao crime (Lahav 433) semelhante ao FBI dos Estados Unidos. Em 2007, Dichter cancelou uma viagem ao Reino Unido devido a preocupações de que seria preso por crimes de guerra.
Depois que Ehud Olmert renunciou ao cargo de líder do partido, Dichter entrou na eleição da liderança do Kadima. No entanto, ele ficou em quarto lugar com apenas 6,5% dos votos. Ele manteve sua cadeira nas eleições de 2009 depois de ser colocado em nono lugar na lista do partido, mas perdeu sua pasta de gabinete quando a coalizão liderada pelo Likud formou o governo.
Em Matar v. Dichter, o Centro de Direitos Constitucionais entrou com uma ação coletiva federal contra Dichter em nome dos palestinos mortos ou feridos em um ataque aéreo de " assassinato seletivo" em 2002 em Gaza; acusando-o de assassinato extrajudicial, crimes de guerra e outras graves violações dos direitos humanos. Em 16 de abril de 2009, o Tribunal de Apelações do Segundo Circuito dos Estados Unidos rejeitou o caso citando a imunidade de Dichter sob a Lei de Imunidades Soberanas Estrangeiras (FSIA).
Em março de 2009, Dichter proibiu uma série de eventos patrocinados pela Autoridade Palestina (AP) anunciados como a Capital Árabe da Cultura de 2009 planejado para Jerusalém, Nazaré e outras partes do país. Dichter disse que eles violaram o tratado israelense-palestino que proíbe eventos da AP no território de Israel. O prefeito de Nazaré, Ramiz Jaraisy, criticou a medida como anti-árabe. Oito eventos foram cancelados e vinte organizadores e participantes foram detidos.
Em 3 de agosto de 2011, Dichter e 39 outros membros do Knesset assinaram a proposta de Lei Básica: Israel como Estado-Nação do Povo Judeu.
Em agosto de 2012, ele anunciou que estava deixando o Knesset e se juntando ao gabinete israelense para substituir o ministro da Defesa da Frente Interna, Matan Vilnai, que renunciou para se tornar embaixador de Israel na China. Dichter foi substituído por Ahmed Dabbah do Kadima.
Em novembro de 2012, durante a Operação Pilar de Defesa, Dichter disse: "Não temos outra escolha; Israel deve realizar uma reformatação de Gaza e reorganizá-la, como fizemos na Judéia e Samaria durante a Operação Escudo Defensivo". O apelo de Dichter ecoou na imprensa israelense, embora tenha sido criticado pelos críticos da política de Israel.
Dichter apareceu no documentário de 2012 The Gatekeepers e discutiu os principais eventos de seu mandato no Shin Bet.
Em março de 2013, a revista Playboy publicou sua primeira versão em hebraico com uma entrevista com Avi Dichter.